# Charles Ier de Croÿ-Chimay
Pour les autres membres de la famille, voir Famille de Croÿ.
Charles Ier de Croÿ-Chimay est l'aîné des six enfants de Philippe Ier (1434-1482), 2e comte de Chimay et de Walpurge de Moers, fille de Vincent comte von Moers (1440-1483).
Il naît en 1455. Comte, il devient en 1486 le premier prince de Chimay. Il meurt le 11 septembre 1527. Il est membre de la famille de Croÿ.
Il est nommé Chevalier de la Toison d'Or par Philippe Ier, Archiduc d'Autriche. Proche de la famille de Habsbourg, il est le parrain de Charles Quint, qui lui doit son prénom. Ce dernier le désigna ambassadeur auprès du Prince-Évêque de Liège, Évrard de La Marck. 
Il épouse en 1495, Louise d'Albret dame d'Avesnes et Landrecies, fille d'Alain d'Albret et de Françoise de Châtillon et sœur du roi Jean III de Navarre.
Ils ont huit enfants : 
- Charles (1496-1496)
- Françoise née le 7 novembre 1498.
- Philippe (1500-1503)
- Anne (1501-1539) épouse en 1520 Philippe II de Croÿ (1496-1549), duc d'Arschot.
- Engilbert (1503-1503)
- Isabeau née le 18 juillet 1504.
- Jean (1505-1505)
- Marguerite de Croÿ (1508-1549), dame de Wavrin, d'Escaussines, de Marpont et de Berbières, épouse Charles de Lalaing (1499-1558).

Il est le frère de Catherine de Croÿ, épouse de Robert II de La Marck, seigneur de Sedan.
Un splendide gisant en albâtre représente Charles Ier de Croy-Chimay. Il se trouve en la collégiale des Saints Pierre et Paul, à Chimay.